# Ливийско-тунисские отношения
Ливийско-тунисские отношения — двусторонние дипломатические отношения между Ливией и Тунисом. Протяжённость государственной границы между странами составляет 461 км.

## История
В декабре 1972 года во время визита в Тунис братский вождь и руководитель революции Муаммар Каддафи публично призвал эту страну к объединению с Ливией. Президент Туниса Хабиб Бургиба отверг эту идею и упрекнул Муаммара Каддафи в юношеской наивности. В январе 1974 года, всего через несколько месяцев после провала египетско-ливийского слияния, Муаммар Каддафи придумал новый план объединения во время встречи с Хабибом Бургибой на Джербе. Хабиб Бургиба сначала принял предложенный вариант создания Арабской Исламской Республики, но затем отменил своё решение. Позже он заявил, что согласился только с концепцией возможного объединения всех стран Магриба, а не с созданием двустороннего союза. Впоследствии отношения ухудшились и стали более напряжёнными в 1975 году, когда Тунис поддержал раздел Марокко и Мавританией территории Западной Сахары.
В марте 1976 года Ливия депортировала несколько тысяч тунисских рабочих. Позже в том же месяце власти Туниса объявили о раскрытии заговора, нацеленного на устранение высокопоставленных правительственных чиновников (возможно, даже Хабиба Бургибы), и утверждали, что Ливия была замешана в этом, несмотря на опровержения Муаммара Каддафи. Позже, Тунис обвинил Ливию в организации военной подготовки противников правления Хабиба Бургибы. Время от времени Тунис (как и другие соседние страны) протестовал против предполагаемых попыток подрывной деятельности Ливии. Например, в 1976 году Тунис обвинил Ливию в попытке покушения на премьер-министра Хеди Нуиры. А в феврале 1980 года Ливию обвинили в подстрекательстве к восстанию тунисских повстанцев в городе Гафсе в центральной части Туниса, обвинение, которое Каддафи незамедлительно опроверг. Тем не менее дипломатические отношения между странами были разорваны.
В 1980-х годах по мере того, как росли экономические и политические трудности в Тунисе, протесты стали более масштабными, особенно в более бедном южной части страны, что привело к расширению контактов между Ливией и тунисскими повстанцами. В 1982 году проблемный вопрос, касающийся морских границ между этими двумя североафриканскими странами, был урегулирован решением Международного суда ООН в пользу Ливии. В 1985 году Международный суд ООН рассмотрел апелляционную жалобу правительства Туниса, оставив решение в пользу Ливии без изменений. В августе 1985 года из Ливии были депортированы 40 000 тунисских рабочих, отчасти в результате спада в экономике Ливии в результате сокращения доходов от добычи нефти. Депортация была также частично основана на политических соображениях, потому что Муаммар Каддафи считал выдворение методом политического давления, с помощью которого можно было бы угрожать несотрудничающим правительствам. В ответ Тунис депортировал 300 ливийцев, в том числе 30 дипломатов.
В первые месяцы 1987 года были отмечены улучшения в ливийско-тунисских отношениях. В марте майор Хувайльди аль-Хамади провёл три дня в Тунисе в качестве официального гостя правительства и встретился с президентом Хабибом Бургибой, премьер-министром Рашидом Сфаром и другими высокопоставленными должностными лицами.
В 2011 году в Тунисе началась «Арабская весна», которая позже распространилась на Ливию, что привело к падению правительств обеих стран. Гражданская война в Ливии закончилась после смерти Муаммера Каддафи в октябре 2011 года, но разгорелась с новой силой в 2014 году, когда контроль за властью в стране пытались установить исламисты. Тунис поддерживает контакты как с Палатой представителей Ливии, так и с Всеобщим национальным конгрессом.
В 2015 году ливийско-тунисские отношения характеризовались как нестабильные, поскольку Партия возрождения в правительстве Туниса проявляла симпатию к исламистам в Триполи, что вызывало напряжённость между странами. Тем не менее, правительство Туниса в целом пытается сохранять нейтралитет в делах других стран Магриба и является решительным сторонником примирения между двумя правительственными группировками в Ливии, наряду с Египтом и Алжиром. Тунис также открыл свои границы для ливийских и прочих беженцев, спасающихся от войны, и в 2015 году принял у себя более двух миллионов ливийских граждан. В августе 2023 года Тунис и Ливия достигли соглашения о сотрудничестве, чтобы разделить прием мигрантов из стран Африки к югу от Сахары, застрявших на границе между двумя странами.